# أتلنتيس نو نازو
أتلنتيس نو نازو (باليابانية: アトランチスの謎)، هي لعبة فيديو يابانية، والتي تم تطويرها ونشرها من قبل شركة سن سوفت اليابانية، صدرت اللعبة في الأسواق اليابانية سنة 1986، وتعمل على منصتي نينتندو إنترتينمنت سيستم وبلاي ستيشن.